# 日野・F型エンジン

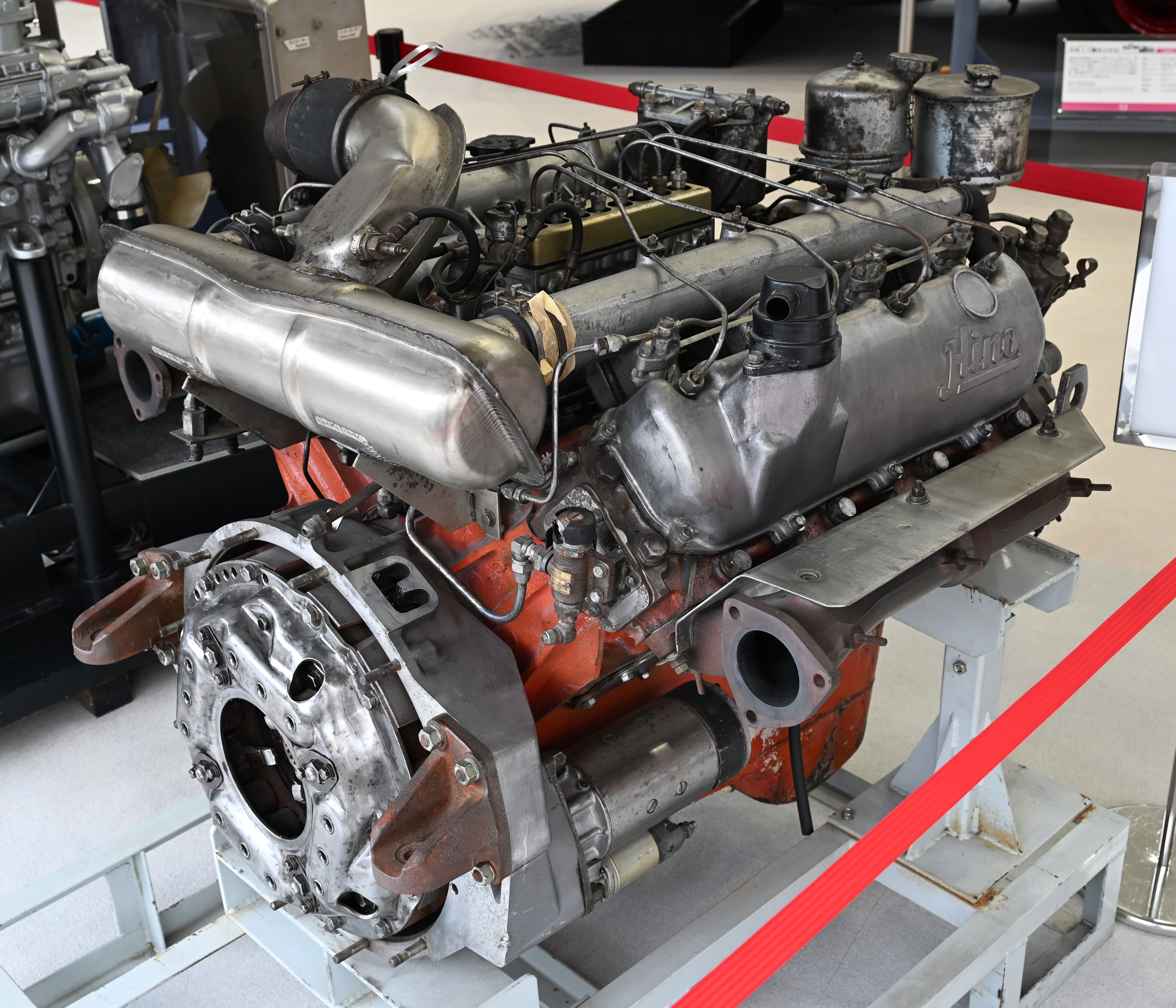
EF100型エンジン

日野・F型エンジンは、日野自動車がかつて生産していた大型トラック・バス用V型8気筒エンジンである。

## 歴史
1971年、赤いエンジンシリーズ第3弾としてセミトラクタのHEに搭載され、翌年には単車のKF・TC・ZMに搭載された。
その後長きに渡り生産され続けたが、2005年にセレガがモデルチェンジした際にV型エンジンが廃止されたのに伴い生産終了し、同時に日野のV型エンジンはこれが最後となった。事実上の後継は日野・E13Cエンジンである。

## バリエーション

### EF100型
1971年登場。ボア130mm ストローク130mm 排気量:13,804cc 最高出力280PS/2400rpm 最大トルク93kg･m/1400rpm
- 搭載車種
  - K♯/T♯/H♯型

### EF100T型　ターボ
1971年登場。ボア130mm ストローク130mm 排気量:13,804cc  最高出力350PS/2400rpm 最大トルク125kg･m/1400rpm
- 搭載車種
  - HE/HH型

### EF300型
1975年登場。ボア132mm ストローク130mm 排気量:14,232cc 最高出力295PS/2400rpm 最大トルク97kg･m/1400rpm
- 搭載車種
  - K♯/T♯/H♯型
  - RV700
  - スケルトンRS

### EF500型
1977年登場。ボア135mm ストローク135mm 排気量:15,459cc 最高出力315PS/2400rpm 最大トルク107kg･m/1400rpm
- 搭載車種
  - K♯/T♯/H♯型
  - RV500

### EF350型
1978年登場。ボア132mm ストローク135mm 排気量:14,779cc 最高出力295PS/2400rpm 最大トルク97kg･m/1400rpm
- 搭載車種
  - RV300

### EF550型
1981年登場。ボア135mm ストローク142mm 排気量:16,260cc 最高出力300PS/2200rpm 最大トルク102kg･m/1400rpm
- 搭載車種
  - スーパードルフィン
  - ブルーリボン観光型

### EF700型
1977年登場。ボア137mm ストローク135mm 排気量:15,920cc 最高出力330PS/2400rpm 最大トルク110kg･m/1400rpm
- 搭載車種
  - K♯/T♯/H♯型
  - RV500

### EF750型
1981年登場。ボア137mm ストローク142mm 排気量:16,745cc 最高出力330PS/2200rpm 最大トルク110kg･m/1400rpm
- 搭載車種
  - スーパードルフィン
  - ブルーリボン観光型

### EF750T型　ターボ
1981年登場。ボア137mm ストローク142mm 排気量:16,745cc 
最高出力360PS/2200rpm 最大トルク135kg･m/1400rpm  最高出力390PS/2200rpm 最大トルク145kg･m/1400rpm
- 搭載車種
  - スーパードルフィン
  - グランビュー

### F17C型
1987年登場。ボア139mm ストローク142mm 排気量:17,238cc 最高出力360PS/2200rpm 最大トルク125kg･m/1400rpm
- 搭載車種
  - スーパードルフィン

### F17D型 2バルブ仕様
1990年登場。ボア137mm ストローク142mm 排気量:16,745cc 最高出力310PS/2200rpm 最大トルク107kg･m/1400rpm
- 搭載車種
  - スーパードルフィン
  - スーパードルフィンプロフィア
  - セレガ

### F17D-TI型 2バルブ仕様ターボ
1989年登場。ボア137mm ストローク142mm 排気量:16,745cc 最高出力390PS/2200rpm 最大トルク145kg･m/1400rpm
- 搭載車種
  - スーパードルフィンプロフィア

### F17E型
1990年登場。ボア139mm ストローク142mm 排気量:17,238cc 最高出力340PS/2200rpm 最大トルク120kg･m/1400rpm
- 搭載車種
  - スーパードルフィン
  - スーパードルフィンプロフィア
  - セレガ
  - MH

### F20C型 4バルブ仕様
1992年登場。ボア146mm ストローク147mm 排気量:19,688cc KC- 最高出力355PS/2200rpm 最大トルク135kg･m/1400rpm 
U- 最高出力370PS/2200rpm 最大トルク135kg･m/1400rpm 最高出力380PS/2200rpm 最大トルク140kg･m/1400rpm
- 搭載車種
  - スーパードルフィンプロフィア
  - セレガ

### F17D-TI型 4バルブ仕様インタークーラーツインターボ
1993年登場。ボア137mm ストローク142mm 排気量:16,745cc  
Ｕ-最高出力440PS/2200rpm 最大トルク165kg･m/1300rpm 最高出力520ps/2200rpm 最大トルク210kg/1300rpm
KC&KL-最高出力500PS/2000rpm 最大トルク200kg･m/1300rpm 最高出力560PS/2000rpm 最大トルク230kg･m/1300rpm
最高出力450PS/2000rpm 最大トルク170kg･m/1300rpm:ﾌﾟﾛﾌｨｱ 最高出力450PS/2000rpm 最大トルク165kg･m/1300rpm ｾﾚｶﾞ
- 搭載車種
  - スーパードルフィンプロフィア
  - セレガR・<FT-VI>のみ。

### F21C型 4バルブ仕様
1994年登場。ボア150mm ストローク147mm 排気量:20,781cc。最高出力430PS/2200rpm 最大トルク155kg･m/1400rpm
- 搭載車種
  - スーパードルフィンプロフィア
  - セレガ・<F-IV>のみ。
  - MH
  - セレガR・<F-V>のみ。